# Марк Емілій Скавр (військовик)
Марк Емілій Скавр (лат. Marcus Aemilius Scaurus; 60 до н. е. —після 20 до н. е.) — військовий діяч Римської республіки.

## Життєпис
Походив з патриціанського роду Еміліїв. Син Марка Емілія Скавра, претора 56 року до н. е., і Муціі Терції.
Під час громадянських войн 43—35 років до н. е. знаходився на Сицилії у свого єдиноутробного брата Секста Помпея. Після його поразки при Навлосі у 36 році до н. е. вирушив за ним до Азії. Там Секст зіткнувся з переважними силами військовиків Марка Антонія. Тоді Скавр залишив Помпея, перебіг до Гая Фурнія, і видав йому інформацію про подальший маршрут Секста, що і дозволило захопити Секста у полон.
Після цього Скавр перебував у таборі Антонія. Після битви при Акції у 31 році до н. е. потрапив у полон до Октавіана, був засуджений до смерті, але помилуваний завдяки заступництву його матері Муціі. Під час правління Августа був підзахисним Гая Азінія Полліона. Втім звинувачення і результат справи не відомі.

## Родина
- Мамерк Емілій Скавр, консул-суфект 21 року